# Systur
Systur (IJslands voor Zussen) is een IJslands muzikaal trio bestaande uit de zussen Sigríður, Elísabet en Elín Eyþórsdóttir.

## Biografie
De zussen groeiden op in de IJslandse hoofdstad Reykjavik. Hun moeder is zangeres Ellen Kristjánsdóttir en hun vader Eyþór Gunnarsson, lid van de band Mezzoforte. Het drietal begon samen op te treden in 2011 onder de naam Sísý Ey, vernoemd naar hun grootmoeder. Begin 2022 nam het trio deel aan Söngvakeppnin, de IJslandse preselectie voor het Eurovisiesongfestival. Met het nummer Með hækkandi sól wonnen ze, waardoor ze hun vaderland mochten vertegenwoordigen op het Eurovisiesongfestival 2022 in Turijn, Italië. Ze wisten de finale te halen, waarin ze als 23ste eindigden.
1986: ICY · 
1987: Halla Margrét · 
1988: Beathoven · 
1989: Daníel Ágúst · 
1990: Stjórnin · 
1991: Stefán & Eyfi · 
1992: Heart 2 Heart · 
1993: Inga · 
1994: Sigga · 
1995: Bo Halldórsson · 
1996: Anna Mjöll · 
1997: Paul Oscar · 
1999: Selma · 
2000: August & Telma · 
2001: Two Tricky · 
2003: Birgitta · 
2004: Jónsi · 
2005: Selma · 
2006: Silvia Night · 
2007: Eiríkur Hauksson · 
2008: Euroband · 
2009: Yohanna · 
2010: Hera Björk · 
2011: Sigurjón's Friends · 
2012: Gréta Salóme & Jónsi · 
2013: Eyþór Ingi Gunnlaugsson · 
2014: Pollapönk · 
2015: María Ólafsdóttir · 
2016: Gréta Salóme · 
2017: Svala · 
2018: Ari Ólafsson · 
2019: Hatari · 
2021: Daði & Gagnamagnið · 
2022: Systur · 
2023: Diljá · 
2024: Hera Björk · 
2025: Væb